# Сао Жоао да Бализа
Сао Жоао да Бализа (познат просто като Бализа) е град — община в южната част на бразилския щат Рорайма. Общината е част от икономико-статистическия микрорегион Югоизточна Рорайма, мезорегион Южна Рорайма. Населението на Сао Жоао да Бализа към 2010 г. е 6778 души, а територията е 4284.122 km2.

## История
Името на общината е свързано със строителството на магистралата BR-210, възложено на предприятието Паранапанема. Жоао Перейра, един от администраторите на строителните дейности, при спор с други топографи, изгубва нивелирна линия, (на португалски: Baliza topográfica), край водопада Санта Лусия, близо до административния център на общината; впоследствие името Бализа бива възприето.
Общината е създадена на основанието на Федерален Закон № 7.009, от 1 юли 1982 г., след като се отцепва от Каракараи.
Първи кмет на общината през 1985 става Дарси Педрозо да Силва, от партията PTB.

## География
Граничи с общините Каракараи на север, с Кароеби на изток, с Рорайнополис и Сао Луис на запад и с щата Амазонас на юг.
По-важни магистрали
- BR-210
- BR-174

## Икономика
Икономиката се основава на селското стопанство. Произвежда се ориз, банани, царевица; отглежда се добитък.

## Инфраструктура
Образование
На територията на общината има 18 училища за основно и 1 за средно образование.
Здравеопазване
Разполага с една държавна болница, „Рут Китерия“, с капацитет от 20 легла и няколко по-малки здравни заведения във вътрешността.
Други
Разполага със система за разпределение на вода, електроенергия (предавана от предприятието CER, посредством водноцентралата Жатапу), пощенска станция, банков офис и телефонна мрежа.
На територията на общината функционира едно летище, все още нелицензирано.